# Royal Hibernian Academy
Royal Hibernian Academy of Arts of Painters, Sculptors, Architects and Engravers (RHA) est une institution irlandaise fondée à Dublin par et pour les artistes, en 1823. C'est une société d'artistes et une école d'art.

## Historique
Une Society of Artists a été fondée en 1764, mais qui a cessé en 1780, laissant les artistes irlandais sans lieu d'exposition jusqu'en 1800 quand est créée la Society of Artists of Ireland. Cependant des dissensions ont entraîné la division de la société en deux après 1812, avec deux lieux d'exposition en 1815 et 1819.
Des artistes irlandais ont alors souhaité avoir une organisation permanente libre de tout contrôle extérieur. Trente artistes ont demandé au gouvernement une charte de fondation. Cette demande a rencontré l'opposition de certains artistes. La demande a été acceptée en 1821 mais les lettres patentes de fondation de la Royal Hibernian Academy of Arts of Painters, Sculptors, Architects and Engravers sont données le 5 août 1823. La charte prévoyait que l'Académie comprendrait 14 membres et 10 associés et une école d'art.
Le premier président élu était le peintre de paysage, William Ashford. Puis en 1824, l'architecte Francis Johnston est nommé président. Il avait établi siège de la Royal Hibernian Academy à l'Acafemy House, à Lower Abbey Street, à ses propres frais. Les premières expositions ont eu lieu en mai 1825 et ont eu lieu chaque année à partir de cette date. L'Academy House a été détruite par un incendie en 1916 lors de la Insurrection de Pâques.
Au milieu du XXe siècle, la RHA a été considérée comme réactionnaire, entravant le développement du modernisme en Irlande. Un Salon irlandais de l'art vivant a été fondé 1943 pour contester les choix des œuvres exposées par la RHA. Louis le Brocquy, un des fondateurs du Salon irlandais de l'art vivant, est membre de l' Honorary Council de la RHA va faire changer l'orientation de l'académie qui va être dédiée au développement et la présentation au public des formes traditionnelles et innovantes des arts visuels.
L'Académie a été fondée par l' Arts Council (parfois appelé Arts Council of Ireland, en irlandais An Chomhairle Ealaíon) créé en 1951 par le gouvernement irlandais pour soutenir l'art irlandais et les différentes organisations artistiques.
En 1970, la RHA a construit un nouveau bâtiment dans Ely Place, à Dublin. Ce bâtiment abrite quatre galeries d'exposition. Trois galeries du premier étage sont consacrées à des expositions d'artistes irlandais ou étrangers. Celle du rez-de-chaussée, l' Ashford Gallery est réservée à la présentation de nouveaux artistes qui n'ont pas encore été présentés à Dublin pour leur donner une visibilité et leur permettre de rencontrer des collectionneurs. L'Académie possède une collection importante d'œuvres d'art irlandaises non présentées.

## Présidents
- 1- William Ashford. 1823-1824[1].
- 2- Francis Johnston. 1824-1829.
- 3- William Cuming. 1829-1832[2].
- 4- Martin Cregan. 1832-1857[3]
- 5- George Petrie 1857-1859.
- 6- Stephen Catterson Smith. 1859-1866[4]
- 7- Sir Thomas Deane. 1866-1868.
- 8- Stephen Catterson Smith. 1868-1869.
- 9- Sir Thomas Deane. 1869-1893.
- 10- Sir Thomas Farrell. 1893-1900.
- 11- Sir Thomas Drew. 1900-1910.
- 12- William Dermod O'Brien. 1910-1945
- 14- Seán Keating. 1948-1962
- 15- Maurice MacGonigal. 1962-1977[5]
- 16- David Hone. 1977-1982[6]
- 17- Thomas Ryan. 1982-1992[7]
- 18- Carey Clarke. 1992-1995[8]
- 21- Stephen McKenna. 2005-2009[9]
- 22- Des McMahon. 2009-2014[10]
- 23- Mick O’Dea 2014-[11]